# Bart Vriends
Bart Vriends (Amersfoort, 9 maggio 1991) è un calciatore olandese, difensore dell'Adelaide Utd.

## Carriera
Nel gennaio del 2013 passa al Go Ahead Eagles con cui prima ottiene la promozione in massima serie e quindi esordisce in Eredivisie nella stagione 2013-2014. Gioca 8 stagioni consecutive nello Sparta Rotterdam collezionando 212 presenze condite da 13 reti. Il 1º luglio 2024 si trasferisce in Australia, giocando nell'Adelaide Utd. Firma un contratto biennale, valido fino al 30 giugno 2026.

## Statistiche

### Presenze e reti nei club
Statistiche aggiornate al 20 dicembre 2024.
| Stagione                | Squadra                 | Campionato              | Campionato | Campionato | Coppe nazionali | Coppe nazionali | Coppe nazionali | Coppe continentali | Coppe continentali | Coppe continentali | Altre coppe | Altre coppe | Altre coppe | Totale | Totale |
| Stagione                | Squadra                 | Comp                    | Pres       | Reti       | Comp            | Pres            | Reti            | Comp               | Pres               | Reti               | Comp        | Pres        | Reti        | Pres   | Reti   |
| ----------------------- | ----------------------- | ----------------------- | ---------- | ---------- | --------------- | --------------- | --------------- | ------------------ | ------------------ | ------------------ | ----------- | ----------- | ----------- | ------ | ------ |
| 2013-2014               | Go Ahead Eagles         | ED                      | 32         | 0          | CO              | 2               | 0               |                    | -                  | -                  |             | -           | -           | 34     | 0      |
| 2014-2015               | Go Ahead Eagles         | ED                      | 31+2       | 3          | CO              | 2               | 0               |                    | -                  | -                  |             | -           | -           | 35     | 3      |
| 2015-2016               | Go Ahead Eagles         | ED                      | 35+4       | 1          | CO              | 2               | 0               | UEL                | 2                  | 1                  |             | -           | -           | 43     | 2      |
| Totale Go Ahead Eagles  | Totale Go Ahead Eagles  | Totale Go Ahead Eagles  | 104        | 4          |                 | 6               | 0               |                    | 2                  | 1                  |             | -           | -           | 112    | 5      |
| 2016-2017               | Sparta Rotterdam        | ED                      | 18         | 0          | CO              | 3               | 1               |                    | -                  | -                  |             | -           | -           | 21     | 1      |
| 2017-2018               | Sparta Rotterdam        | ED                      | 10+3       | 0          | CO              | 1               | 0               |                    | -                  | -                  |             | -           | -           | 14     | 0      |
| 2018-2019               | Sparta Rotterdam        | EE                      | 23+3       | 2+1        | CO              | 1               | 0               |                    | -                  | -                  |             | -           | -           | 27     | 3      |
| 2019-2020               | Sparta Rotterdam        | ED                      | 26         | 2          | CO              | 2               | 0               |                    | -                  | -                  |             | -           | -           | 28     | 2      |
| 2020-2021               | Sparta Rotterdam        | ED                      | 23+1       | 0          | CO              | 1               | 0               |                    | -                  | -                  |             | -           | -           | 25     | 0      |
| 2021-2022               | Sparta Rotterdam        | ED                      | 33         | 3          | CO              | 1               | 0               |                    | -                  | -                  |             | -           | -           | 34     | 3      |
| 2022-2023               | Sparta Rotterdam        | ED                      | 30+4       | 2          | CO              | 1               | 0               |                    | -                  | -                  |             | -           | -           | 35     | 2      |
| 2023-2024               | Sparta Rotterdam        | ED                      | 26+1       | 2          | CO              | 1               | 0               |                    | -                  | -                  |             | -           | -           | 28     | 2      |
| Totale Sparta Rotterdam | Totale Sparta Rotterdam | Totale Sparta Rotterdam | 189+12     | 11+1       |                 | 11              | 1               |                    | -                  | -                  |             | -           | -           | 212    | 13     |
| 2024-2025               | Adelaide Utd            | AL                      | 14         | 1          | CA              | -               | -               |                    | -                  | -                  |             | -           | -           | 14     | 1      |
| Totale carriera         | Totale carriera         | Totale carriera         | 311        | 17         |                 | 17              | 1               |                    | 2                  | 1                  |             | -           | -           | 330    | 19     |